# دلتای سالوم
دلتای سالوم (به فرانسوی: Delta du Saloum) یا دلتای سین-سالوم، دلتایی رودخانه‌ای در سنگال است که در دهانهٔ رود سالوم، جایی که این رودخانه به اقیانوس اطلس شمالی می‌ریزد تشکیل شده‌است. این دلتا پهنه‌ای برابر با ۱۸۰٬۰۰۰ هکتار را دربر می‌گیرد و تا ۷۲٬۵ کیلومتر در امتداد خط ساحلی و ۳۵ کیلومتر در خشکی گسترش یافته‌است.
بخشی از دلتای سالوم به مساحت ۱۴۵٬۸۱۱ هکتار در سال ۲۰۱۱ در فهرست میراث جهانی یونسکو قرار گرفت. این ناحیه شامل کانال‌های آب شوری است که بیش از ۲۰۰ جزیره و جزیرهٔ کوچک، جنگل حرا، یک محیط زیست دریایی و جنگلی خشک را دربر می‌گیرد. همچنین در این دلتا پارک ملی دلتای سالوم قرار دارد که ۷۶٬۰۰۰ هکتار از آن را شامل می‌شود.
گونه‌های مختلفی از پرندگان در دلتای سالوم تولید مثل کرده یا زمستان‌گذرانی می‌کنند که از آن جمله می‌توان به چلچله دریایی سلطنتی، فلامینگوی بزرگ، کفچه‌نوک اوراسیایی، سنگ‌گردان سرخ و تلیله کوچک اشاره نمود. این منطقه گذشته از آن‌که مکان ارزشمندی از نظر زادآوری پرندگان است، دارای ۲۱۸ تپه باستانی صدفی است که در طی فرایند فرهنگی‌ای ۲۰۰۰ ساله ایجاده شده‌است. همچنین مصنوعات به‌دست آمده از عملیات حفاری در ۲۸ گورستان این ناحیه، اطلاعات مهمی را در زمینهٔ تاریخچهٔ سکونت درازمدت انسان در کرانه‌های غربی آفریقا به‌دست می‌دهد.